# Potamonautes principe
Potamonautes principe is een krabbensoort uit de familie van de Potamonautidae. De wetenschappelijke naam van de soort is voor het eerst geldig gepubliceerd in 2002 door Cumberlidge, Clark & Baillie.